# Kenya ai XXIII Giochi olimpici invernali
Il Kenya ha partecipato XXIII Giochi olimpici invernali, che si sono svolti dal 9 al 28 febbraio 2018 a PyeongChang in Corea del Sud, con una delegazione composta da 1 atleta soltanto.

## Sci alpino
Il Kenya ha schierato nello sci alpino Sabrina Simader.
| Atleta          | Evento         | Run 1   | Run 1  | Run 2 | Run 2  | Totale  | Totale |
| Atleta          | Evento         | Tempo   | Posiz. | Tempo | Posiz. | Tempo   | Posiz. |
| --------------- | -------------- | ------- | ------ | ----- | ------ | ------- | ------ |
| Sabrina Simader | Slalom gigante | 1:23.27 | 59     | DNF   | DNF    | DNF     | DNF    |
| Sabrina Simader | Supergigante   | N.D.    | N.D.   | N.D.  | N.D.   | 1:26.25 | 38     |